# Szavíra
Esz-Szavíra vagy Szuera, gyakori franciás átiratban Essaouira (arabul: الصويرة aṣ-Ṣawīra, berber nyelven Tasszurt, az 1960-as évekig ismertebb nevén Mogador) város Nyugat-Marokkóban, az Atlanti-óceán partján.

## Története
Szavíra ősi kikötőhely, még a karthágóiak alapították, a legendák szerint i. e. 814-ben. Mogador néven portugál erőd is volt. A várost Mohammed ben Abdallah szultán alapította, aki 1760-1773 között több építészt, köztük Théodore Cornut-t és Ahmed al-Inglizit bízott meg egy, a külföldi kereskedők igényeihez igazodó város építésével. Miután megépült, tovább növekedett, aranykorát és kivételes fejlődését élte, és a 18. század vége és a 19. század első fele között az ország legfontosabb kereskedelmi kikötője, egyben diplomáciai fővárosa volt.
A város nevét latin betűkkel általában Essaouira-nak, arab betűkkel pedig الصويرة-nak írják. Mindkét írásmód a marokkói arab nevet jelöli, amely aṣ-Ṣwiṛa. Ez a ṣuṛ főnév kicsinyítő képzős alakja (határozott névelővel), amelynek jelentése „fal (mint egy udvar, város körül), bástya.”
Az 1960-as évekig a város általában portugál nevén, Mogadorként volt ismert. Ez a név valószínűleg az Amegdul (arabul: أمقدول, romanizált: Ameqdūl) név eltorzult alakja, amelyet a 11. századi geográfus, al-Bakrī említett. A név a föníciai Migdol szóból származik, amelynek jelentése „kis erőd”.
A hatvanas-hetvenes években a hippik is felfedezték Szavírát. Jimi Hendrix emlékezetes látogatása után csapatostul tódultak ide Nyugat-Európából és az Amerikai Egyesült Államokból. Néhányan itt is maradtak közülük, a város lakói lettek, a hatvan körüli, ősz hajú, de továbbra is régi hippikellékekben parádézó öregurak a kis főtér egyik látványosságát adják.

## Fő látnivalók
- Medina – a legszebb marokkói medinák egyike.
- Keresztény temető – a régi zsidónegyed, a Mellah szélén áll, közvetlenül a városfal mellett.
- Erőd – 1506-ban építették a portugálok Castelo Real de Mogado néven.

## A város a filmvásznon
- 1952-ben Orson Welles itt forgatta az Otello: A velencei mór című filmet.[3]
- 2004-ben Ridley Scott itt forgatta a Mennyei királyság című film egyes jeleneteit.